# Freaky Styley
„Freaky Styley“ е вторият студиен албум на американската фънк рок група Ред Хот Чили Пепърс издаден на 16 август 1985. Албумът бележи завръщането на оригиналния китарист на групата Хилел Словак.

## Предистория
След издаването на The Red Hot Chili Peppers следва проблемно турне, по време на което отношенията между Антъни Кийдис и китариста Джак Шърмън се обтягат. Групата изнася 60 концерта в рамките на 64 дена, като обхващат всички големи градове в страната. В края на турнето приходите са само по 500 долара на човек. Флий и Антъни Кийдис вземат решението да уволнят Джак Шърмън. Причината за това е разочарованият от What is This?, Хилел Словак, който се свързва с Флий в желанието си да се върне в Ред Хот Чили Пепърс.. Така в началото на 1985 Хилел прекратява договора си с MCA и подписва с EMI.

## Запис
За продуцент на албума групата избира своя идол от групите Parliament и Funkadelic, Джордж Клинтън, който се съгласява за сумата от 25 000 долара да работи с Ред Хот Чили Пепърс. За записите на албума групата пътува за Детройт, щата Мичигън. Песните включени в албума, Jungle Man, Catholic School Girls Rule, Battleship, Nevermind, Sex Rap и 30 Dirty Birds са в завършен вид още преди началото на записите. Групата отсяда в дома-студио на Джордж Клинтън, United Sound, а седмица по-късно наемат къща в близост до него. През цялото време записите са съпроводени с консумация на кокаин от всички в групата, включително и Джордж Клинтън. Идеята за име на албума идва по време на записа на парчето Freaky Styley, която се харесва на Джордж Клинтън.

## Приемане
Freaky Styley е издаден на 16 август 1985. Той също като предшественика си не успява да впечатли критиците и не влиза в класациите на Billboard. Албумът е по-успешен в Европа, благодарение на последвалото турне, като песента Hollywood (Africa) редовно е пускана по радио станциите.
Съвременният музикален критик Джейсън Бърчмейър, от AllMusic Guide, твърди че Freaky Styley е фънк албум в най-чистия вид, какъвто Ред Хот Чили Пепърс могат да свирят. Тематиката на албума е един от най-неангажиращите в каталога на групата.

## Състав
- Антъни Кийдис – вокали
- Хилел Словак – китара
- Флий – бас китара, беквокали
- Клиф Мартинез – барабани
- Джордж Клинтън – продуцент
- Нийл Израелсън – фотографии